# Solana de Josep
La Solana de Josep és una solana del terme municipal de Castell de Mur, dins de l'antic terme de Mur, al Pallars Jussà. Es troba en territori del poble de Vilamolat de Mur.
Està situada al vessant nord-oriental de la carena on es troba Vilamolat de Mur, al sud de Casa Josep, a la qual pertany, a l'extrem nord-oest del Serrat de la Solana. S'hi forma la llau de la Solana, que en davalla en direcció sud-est. Els Mallols de Josep són al costat nord-est d'aquesta solana, i per migdia enllaça amb la Solana de Fontana.